# Новое Янашево
Новое Янашево (чув. Питтӗпел) — деревня в Яльчикском районе Чувашской Республики. Входит в состав Янтиковского сельского поселения.

## География
Находится в восточной части Чувашии на расстоянии приблизительно 6 км на юг по прямой от районного центра села Яльчики на левобережье реки Була на границе с республикой Татарстан.

## История
Основана в XVII веке переселенцами из деревни Старое Янашево. Здесь было учтено: в 1719 — 11 дворов, 68 мужчин; 1721 — 47 мужчин; 1747 — 54 мужчины, 1795 — 23 двора, 152 жителя, в 1858—219 жителей, 1897—375 жителей, 1926 — 66 дворов, 342 жителя, в 1939—431 житель, в 1979—366 жителей. В 2002 — 94 двора, в 2010 — 61 домохозяйство. В период коллективизации был образован колхоз им. Рыкова, в 2010 году функционировал СХПК «Комбайн».

## Население
Население составляло 200 человек (чуваши 99 %) в 2002 году, 156 в 2010.